# Appleton (Terra Nova e Labrador)
Appleton é uma vila localizada na parte nordeste da ilha de Terra Nova, na província de Terra Nova e Labrador, no Canadá. Está situada na Divisão nº 06, no Lago Gander, sudeste de Gleenwood. Appleton foi incorporada à província em 27 de Fevereiro de 1962. Possui uma população de 582 habitantes.